# Vùng đất tình yêu (Trung Quốc)
Vùng đất tình yêu (tiếng Anh: Love Land) ở Trùng Khánh là công viên giải trí giới tính đầu tiên ở Trung Quốc; Chính phủ Cộng hòa nhân dân Trung Hoa đã đình chỉ xây dựng vào tháng 5 năm 2009 và ra lệnh phá hủy nó vì cho rằng công viên chứa nội dung thô tục và trần trụi. Sự đóng cửa này đã phản ánh tư tưởng bảo thủ liên quan đến tình dục ở Trung Quốc.

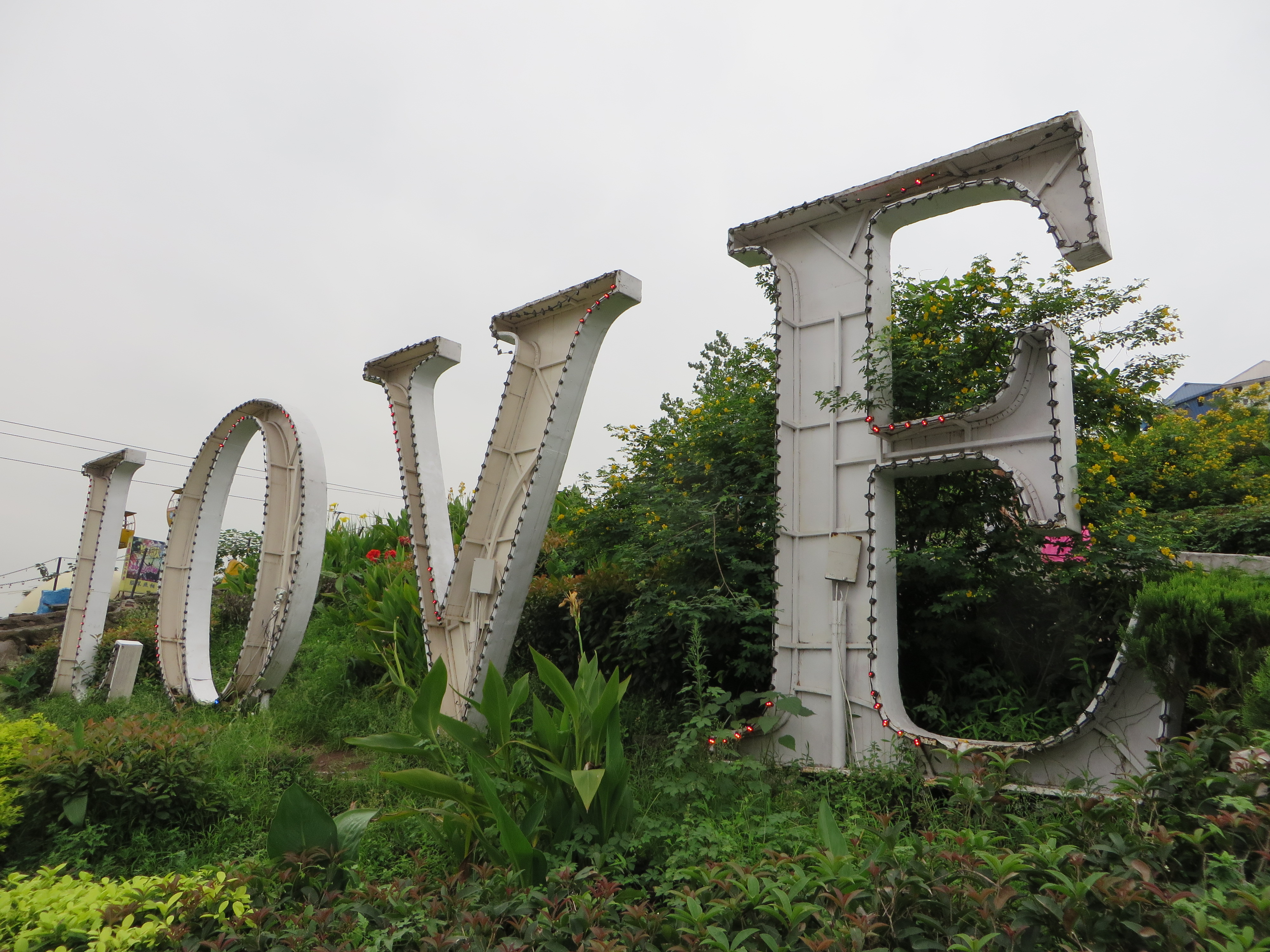
Biểu tượng tình yêu trên Phố Người nước ngoài.

Công viên trưng bày tượng đài và hình ảnh các bộ phận sinh dục khổng lồ cùng những cơ thể trần truồng, thường xuyên tổ chức những buổi triển lãm về lịch sử tình dục của con người cùng các cuộc hội thảo về kỹ thuật tình dục.
Ban đầu, ban quản lý định khánh thành công viên vào tháng 10 năm 2009, nhưng đã công viên đã bị phá hủy vào tháng 5 năm 2009, vì nó được cho là có ảnh hưởng tiêu cực đến xã hội Trung Quốc.
Công viên nằm gần Phố Người nước ngoài, bên trong công viên có nhà vệ sinh lớn nhất thế giới, cung điện Porcelain Palace, nhưng đã bị chính quyền Trung Quốc phá bỏ. Các biển báo trên Phố Người nước ngoài đã bị chính quyền gỡ bỏ.